# 孙嘿
孙嘿（？—？），孙吴中期人物，官至中书令。

## 生平
孙嘿在孙亮在位时，担任中书令负责草拟诏书。诸葛恪辅政时，建興二年（253年），攻打曹魏新城不下，士卒伤病死亡很多，孙亮下诏令诸葛恪班师。诸葛恪回到建业，即召来中书令孙嘿，厉声斥责他：“你等怎敢妄作退兵诏书，让我回军？”孙嘿惶惧不安，回家不出，借病辞官还乡。不久，孙峻杀害诸葛恪，夷灭三族。